# Gottfried Sieben
Gottfried Sieben (* 16. März 1856 in Stockerau; † 30. Mai 1918 in Wien), Pseudonym Archibald Smith, war ein österreichischer Maler, Schriftsteller und Illustrator zahlreicher Zeitungen, Zeitschriften und Erotika. 

## Leben und Werk
Gottfried Siebens Vater, Johann Kaspar Gottfried Sieben, war Schönfärber und Bürgermeister von Stockerau. Die Mutter, Theresia Schaumann, war Tochter des Johann und der Theresia Schaumann (Kotzenfabrikanten).
Sieben war Schüler der k. k. Wiener Akademie. Ab 1880 zeichnete er für die satirische Wochenzeitung Der Floh und danach für die Wiener Caricaturen. Ab 1881 veröffentlichte er in illustrierten Zeitungen Städtebilder und Zeichnungen aktueller Ereignisse in Österreich-Ungarn. 1888 unternahm er eine Reise nach Russland und in den Kaukasus. Zudem arbeitete er in verschiedenen Zeitungen und Zeitschriften mit, zum Beispiel beim Wiener Tageblatt, bei der Eleganten Welt und beim Tritsch-Tratsch. Von Sieben stammen auch die Wandgemälde im Wiener Tierschutzverein.
Seine Monographien veröffentlichte er vorwiegend im Verlag Gustav Grimm, Budapest.

## Abbildungen

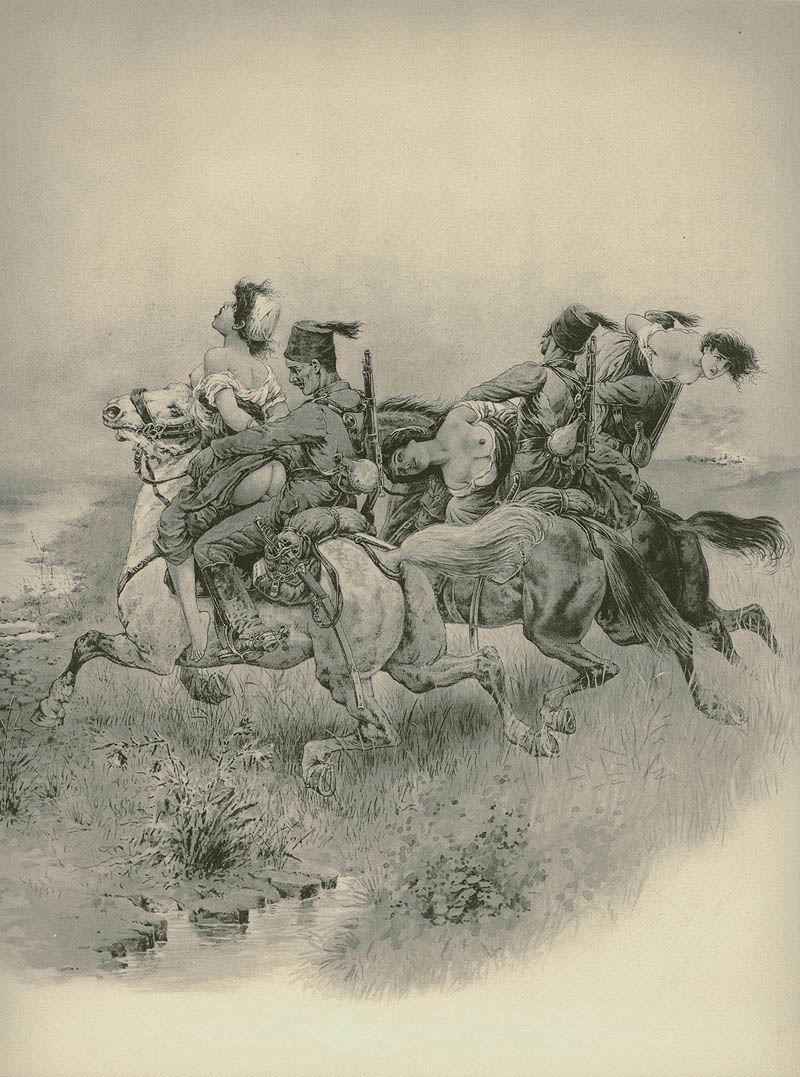
Balkangreuel
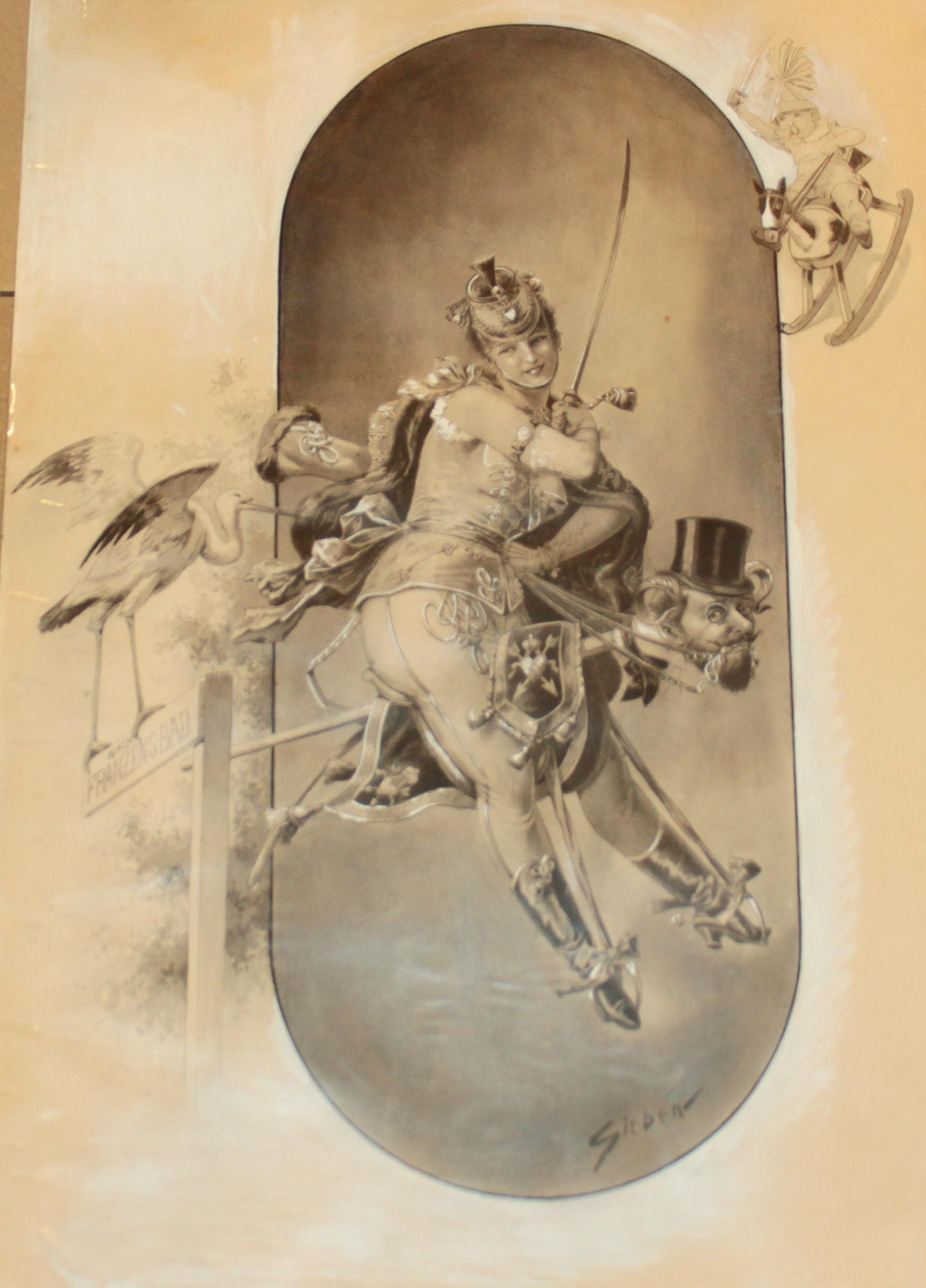
Nach Franzensbad (c.1918)

## Publikationen
- Lexikon für Junggesellen, Leipzig ca. 1890.
- Moderne Monatsnymphen, Wien: F. Bondy, 1890.
- Wettrennen in Kamerun, Esslingen, J. T. Schreiber 1890.[1]
- Denkschrift betreffend die Durchführung einer Jubiläums-Ausstellung im Jahre 1898, Wien 1896.
- Wilhelm Altmann: Venus emancipata, Zeichnungen v. Gottfried Sieben, Budapest 1896.
- Fritz Lemmermayer: Haschisch. Eine orientalische Erzählung von Fritz Lemmermayer, Ill. von Gottfried Sieben. Budapest 1898

Buchillustrationen
- Armin Schwarz: Emile Zola's Mädchen- und Frauengestalten, gezeichnet v. Gottfried Sieben. Budapest 1899.
- Venus in Uniform. Zwölf Grisailles, Wien ca. 1900.
- Sie, Wien 1900.
- Pierre Louÿs: Aphrodite. Ein antikes Sittenbild, 5. von Gottfried Sieben illustrierte Auflage, Budapest 1901 (Aphrodite - Mœurs Antiques, 1896).
- Nonce Casanova: Messalina. Roman aus der römischen Kaiserzeit. Autorisierte Übersetzung von Armin Schwarz.[Einband      G.Sieben], Budapest Grimm, 1902
- Adolph Kohut: Die Ueberweiber aller Zeiten. Zeichnungen von Gottfried Sieben. G. Grimm, Budapest 1902.
  - Adolph Kohut: Das Weib wie es ist. Mit Zeichnungen von Gottfried Sieben. G. Grimms Verlag, Budapest 1903.
- M. Klara: Das Tagebuch einer Masseuse, aus dem Franz. übersetzt, Ill. von Gottfried Sieben, Budapest ca. 1905.
- Archibald Smith: Balkangreuel. Wien 1909.
- Émile Zola`s Mädchen- und Frauengestalten. Budapest, Gustav Grimm, 1901